# Leon Cort
Leon Terence Anthony Cort, född 11 september 1979 i Southwark, är en professionell före detta fotbollsspelare som avslutade sin karriär i Charlton Athletic. Han spelar som försvarare och har nummer 28 på tröjan. Han har tidigare spelat för bland annat Millwall, Forest Green Rovers, Stevenage Borough, Southend United, Hull City, Crystal Palace och Stoke City. Han har rötter i Guyana och är bror till Carl Cort.
Den mest märkbara statistiken i Corts karriär är hans antal gula och röda kort - det senaste fick han då han spelade för Southend i april 2004 och har sedan dess inte blivit varnad eller utvisad i någon av de 150 matcher han spelat för Southend, Hull, Palace och Stoke.